# South Williamsport
South Williamsport est un borough situé au sud de Williamsport, d'où son nom, et au sud du comté de Lycoming, en Pennsylvanie, aux États-Unis,. En 2010, il comptait une population de 6 379 habitants, estimée au 1er juillet 2020 à 6 189 habitants. Le borough est incorporé le 29 novembre 1886.

## Démographie
Lors du recensement de 2010, le borough comptait une population de 6 379 habitants. Elle est estimée, en 2020, à 6 189 habitants.

### Source de la traduction
- (en) Cet article est partiellement ou en totalité issu de l’article de Wikipédia en anglais intitulé « South Williamsport, Pennsylvania » (voir la liste des auteurs).